# Sombreado del habla
El sombreado del habla es una técnica experimental en el cual los participantes repiten inmediatamente el mensaje después de escucharlo (usualmente a través de audífonos).
El tiempo de reacción entre escuchar una palabra y pronunciarla puede ser tan corto como 254 ms o hasta 150 ms. Esto es solo la duración del retraso de una sílaba del habla. Mientras que a una persona solo se le pide repetir palabras, ellos también automáticamente procesan su sintaxis y semántica. Las palabras repetidas durante la práctica de sombrear imitan el lenguaje de las palabras escuchadas más que las mismas palabras leídas en voz alta por ese sujeto. La técnica es también utilizada en aprendizaje de lenguaje. 
Imagen funcional encuentra que sombreado de no palabras ocurre a través de la corriente dorsal que une las representaciones auditivas y motoras del habla a través de una vía que comienza en la corteza temporal superior, va a la corteza parietal inferior y luego a la corteza frontal inferior posterior (área de Broca).
El sombreado del habla fue primero utilizado como una técnica de investigación por el Grupo Leningrad liderado por Ludmilla A. Chistovich a finales de 1950. Ha sido utilizado en investigación hacia percepción del habla y tartamudeo.

## Aplicaciones experimentales
La técnica del sombreado del habla es utilizada en pruebas de escucha dicótica. La primera persona en aplicar esta técnica fue E. Colin Cherry en 1953. Durante las pruebas de escucha dicótica, los sujetos son presentados con dos diferentes mensajes, uno en su oído derecho y uno en su izquierdo. A menudo se pregunta a los participantes que se enfoquen en solo uno de los diferentes mensajes y esto es donde la técnica del sombreado del habla se utiliza. Se instruye a los participantes para que guarden el mensaje atendido, repitiendo en voz alta con un retraso de unos segundos entre escuchar una palabra y repetirla.
La técnica del sombreado del habla es significante para estos experimentos porque asegura que los sujetos están atendiendo al deseado mensaje. Otros varios estímulos son después presentados al otro oído, y los sujetos son después consultados en que pueden recordar del otro mensaje.
 